# 15032 Алекслевін
15032 Алекслевін (1998 VV28, 1954 TL1, 1979 OP7, 2001 WQ102, 15032 Alexlevin) — астероїд головного поясу, відкритий 10 листопада 1998 року.
Тіссеранів параметр щодо Юпітера — 3,528.